# Walihan Sailike
Walihan Sailike (瓦里汗 赛里克S; Contea di Emin, 3 marzo 1992) è un lottatore cinese, vincitore della medaglia di bronzo ai Giochi olimpici estivi di Tokyo 2020 e ai mondiali di Budapest 2018 nella categoria fino a 60 chilogrammi.

## Palmarès
- Giochi olimpici

Tokyo 2020: bronzo nei -60 kg;
- Mondiali

Budapest 2018: bronzo nei -60 kg;